# Princeton, Illinois
Princeton là một thành phố thuộc quận Bureau, tiểu bang Illinois, Hoa Kỳ. Năm 2010, dân số của thành phố này là 7660 người.

## Dân số
Dân số qua các năm:
- Năm 2000: 7501 người.
- Năm 2010: 7660 người.